# Euphorbia gumaroi
Euphorbia gumaroi es una especie fanerógama perteneciente a la familia de las euforbiáceas.  Es originaria de México donde se encuentra en el estado de Hidalgo. 

## Taxonomía
Euphorbia gumaroi fue descrita por Jorge Meyrán y publicado en Cactáceas y Suculentas Mexicanas 45: 68. 2000.
Etimología
Euphorbia: nombre genérico que deriva del médico griego del rey Juba II de Mauritania (52 a 50 a. C. - 23), Euphorbus, en su honor – o en alusión a su gran vientre –  ya que usaba médicamente Euphorbia resinifera. En 1753 Carlos Linneo asignó el nombre a todo el género.
gumaroi: epíteto otorgado  en honor del  mexicano Gumaro Manzo un entusiasta de las plantas suculentas, miembro de la Sociedad Mexicana de Cactología, quien descubrió la planta.